# モモヨ
モモヨ（1953年12月16日 - ）は、日本のミュージシャンである。ロックバンド・LIZARDのメンバーとして知られる。

## 経歴
幻想鬼、通底器、エレクトリック・モスというバンドの活動を経て、1970年に紅蜥蜴を結成した。1978年にバンド名を紅蜥蜴からLIZARDに変える。1983年にはP-MODELの秋山勝彦とのユニット「夢幻会社」を結成。1985年から翌年まで、インディーズレーベル・からテレグラフ・レコードより、3枚のソロ・シングル「聖家族」、「虚空遍歴」、「空花」を立て続けにリリース。1987年にLIZARDが活動休止する。2009年にLIZARDが復活し、バンド活動を再開する。2010年にソロ・アルバム『百夜独演音曲集』をリリース。

## ディスコグラフィ

### シングル
- 聖家族（1985）
- 虚空遍歴（1985）
- 空花（1986）

### アルバム
- 百夜独演音曲集（2010）

### プロデュース
- ZELDA - アルバム『ZELDA』[1]

## 書籍
- 蜥蜴の迷宮～若き爬虫類にささぐ（1987）- DOLL増刊の自伝的小説